# Comuna de Wronki
Wronki (polaco: Gmina Wronki) é uma gminy (comuna) na Polónia, na voivodia de Grande Polónia e no condado de Szamotulski. A sede do condado é a cidade de Wronki.
De acordo com os censos de 2007, a comuna tem 18 679 habitantes, com uma densidade 61,8 hab/km².

## Área
Estende-se por uma área de 302,07 km², incluindo:
- área agricola: 29%
- área florestal: 63%

## Demografia
Dados de 30 de Junho 2004:
|                      | Total   | Total | Mulheres | Mulheres | Homens  | Homens |
| -------------------- | ------- | ----- | -------- | -------- | ------- | ------ |
|                      | pessoas | %     | pessoas  | %        | pessoas | %      |
| População            | 18 791  | 100   | 9554     | 50,8     | 9237    | 49,2   |
| Densidade (pop./km²) | 62,2    | 100   | 31,6     | 31,6     | 30,6    | 30,6   |

De acordo com dados de 2002, o rendimento médio per capita ascendia a 1430,98 zł.

## Subdivisões
- Biezdrowo, Chojno, Chojno-Błota, Chojno-Młyn, Ćmachowo, Głuchowo, Jasionna, Kłodzisko, Lubowo, Marianowo, Nowa Wieś, Obelżanki, Pakawie, Popowo, Pożarowo, Rzecin, Samołęż, Stare Miasto, Stróżki, Wartosław, Wierzchocin, Wróblewo.

## Comunas vizinhas
- Chrzypsko Wielkie, Drawsko, Lubasz, Obrzycko, Ostroróg, Pniewy, Sieraków, Wieleń